# Werner Güth
Werner Güth (* 2. Februar 1944 in Rudolstadt) ist ein Wirtschaftswissenschaftler und emeritierter Hochschullehrer, der sich insbesondere im Bereich der Spieltheorie und Verhaltensökonomik als Urheber des „Ultimatumspiels“ einen Namen gemacht hat.

## Werdegang, Forschung und Lehre
Güth studierte Wirtschaftswissenschaft an der Westfälischen Wilhelms-Universität Münster, wo er nach seinem Diplom 1970 zwei Jahre später promoviert wurde. 1976 habilitierte er sich an der Hochschule. Nach einem weiteren Jahr im akademischen Personal in Münster wurde er 1977 an die Universität zu Köln gerufen. 1986 folgte er einem Ruf an die Johann Wolfgang Goethe-Universität Frankfurt am Main sowie 1994 einem Ruf an die Humboldt-Universität zu Berlin. 2001 wechselte er als Direktor ans Max-Planck-Institut zur Erforschung von Wirtschaftssystemen, wo er bis zu seiner Emeritierung Ende 2014 den neu initiierten Forschungsbereich „Strategische Interaktion“ leitete. Seit 2015 ist er Dozent an der privaten Hochschule Frankfurt School of Finance & Management sowie emeritierter Direktor am Max-Planck-Institut zur Erforschung von Gemeinschaftsgütern. Zwischen 1995 und 1997 war er Präsident der International Association for Research in Economic Psychology.
Güths Arbeitsschwerpunkte liegen im Bereich der Spieltheorie und Verhaltensökonomik. Insbesondere untersucht er Interaktionen und Konflikte zwischen und innerhalb von Gruppen, macht aber auch Grundlagenforschung hinsichtlich konzeptioneller Fragen der Spieltheorie. Als Vertreter der experimentellen Ökonomik sucht er dabei nach praktischen Anwendungsfällen. 1982 veröffentlichte er zusammen mit seinen studentischen Hilfskräften Rolf Schmittberger und Bernd Schwarze die Ergebnisse von Experimenten zum sogenannten Ultimatumspiel, in dem Probanden experimentell zwischen Eigennutzen und Nutzen für die gesamte Gruppe abwägen mussten. 